# 国鉄チキ5500形貨車 (2代)

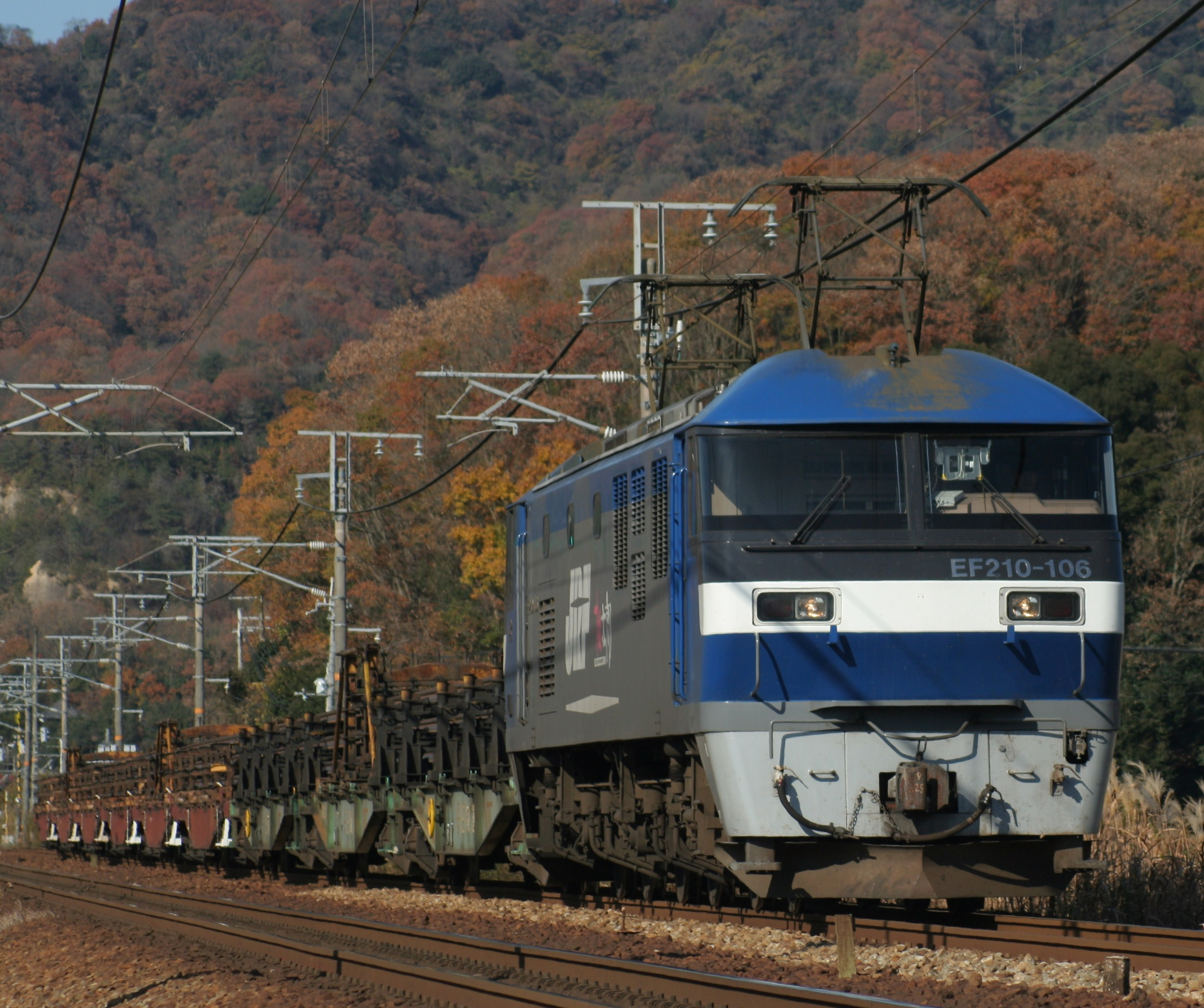
チキ5500による50m定尺レール輸送列車

チキ5500形は、日本国有鉄道（国鉄）が1974年（昭和49年）度から1981年（昭和56年）度にかけてコキ5500形コンテナ車の改造により製作した、積載荷重37tのロングレール輸送専用貨車（長物車）である。

## 概要
元々は東北・上越新幹線建設に伴う50mレール輸送用に長物車が必要になったことから製作された車両である。当時の国鉄の財政事情から、高額な完全新製による増備が見送られており、予算抑制を目的として安価な余剰車両の改造による製作に切り替えられていた。
当時はコキ5500形が余剰となっていた。1971年（昭和46年）にコキ50000形とともに2種5tコンテナが登場すると1種5t (10ft) コンテナ5個積で製作されたコキ5500形は2種5t (12ft) コンテナ積載に対応する改造が行われたが、車体長の関係で4個しか積載することができず積載効率が劣り、速度面でも最高速度は85km/hまでと劣っていたため、余剰化していた車両を有効活用してレール輸送用の長物車を転用製作することになった。こうして登場したのが本形式であり、1974年度から1981年度にかけて138両が製作（転用改造）された。その用途から愛好家の間では「ロンチキ」という愛称で親しまれている。
50mレールの場合、チキ1500形、チキ3000形などの汎用長物車では4両分必要となるのに対し、本形式では3両で輸送可能となった。

## 構造
改造に際しては、コキ5500形のうち、TR63F台車を装備した車両を種車とした。コンテナ緊締装置、手ブレーキ、手すりを撤去し、床板、レール用緊締装置（受台）を新設している。これに伴い、ブレーキ装置は両側側ブレーキに変更された。
塗色はコキ5500形やコキ50000形と同様の赤3号であるが、旅客会社所属の一部は塗装が黒となっている。
レールは28本積載可能である。曲線での通過を考慮し、左右に遊間があり、緊締装置まで自由に動ける構造となっている。装備の違いにより、多数の番台が存在する（後述）。
50mレール輸送用と200mレール輸送用が存在し、前者は3両編成で、後者は10数両編成で使用される。
50mレール輸送用は、中間車でレール用緊締装置を設けてレールを固定し、両端の車両は受台で垂直荷重を受ける構造となっている。
200mレール輸送用は、編成の中央に中央緊締車があり、両端にはレールを取り卸すための端末滑り台を設けたエプロン車が連結され、その他の中間車はガイドと中間滑り台を設けた積込車となっている。

## 形態別詳説
5500番台
編成の両端に連結される車両（両端車）。200mレール輸送用。レールを取り卸すための端末滑り台を設けたエプロン車となっている。
5600番台
編成の中間に連結される車両（中間車）。200mレール輸送用。中間車または中央締結車として使用可能。
5700番台
編成の両端に連結される車両（両端車）。200m、50mレール兼用車。レールを取り卸すための端末滑り台を設けたエプロン車となっている。
5800番台
編成の中間に連結される車両（中間車）。200m、50mレール兼用車。中間車または中央締結車として使用可能。
5900番台
受金の数を増やして何れの位置でも使用可能にしたものである。
15900番台
東日本旅客鉄道（JR東日本）に所属する車両のうち、5900番台から改造・改番した車両。2021年度廃区分番台。

## 現況
1987年（昭和62年）4月の国鉄分割民営化に際しては四国旅客鉄道（JR四国）を除くJR各社へ継承された。継承両数は北海道旅客鉄道（JR北海道）に16両、東日本旅客鉄道（JR東日本）に44両、東海旅客鉄道（JR東海）に13両、西日本旅客鉄道（JR西日本）に36両、九州旅客鉄道（JR九州）に14両、日本貨物鉄道（JR貨物）に14両の合計138両である。
JR旅客会社においては2022年（令和4年）4月1日現在、JR西日本に35両、JR九州に10両在籍している。JR貨物には2010年（平成22年）4月1日現在、15両が在籍している。 
旅客会社保有車のロングレール輸送では、200m前後に溶接されたレールを運べるよう10数両の固定編成を組み、レールセンターとレール交換作業現場の間の輸送に使われる。JR貨物所属のものは、製鉄所から保線基地までの50mの定尺レール輸送に3車1連で運用される。
本形式は製造初年から50年程度経過して老朽化が進んでいる。
JR東日本所属車
越中島貨物駅（東京レールセンター内）と岩切駅（隣接する仙台レールセンター）を拠点として東日本エリアの各地域または中小私鉄向けのレール輸送（伊豆箱根鉄道・秩父鉄道等）にて運用されていた。越中島常駐車は幕張車両センターに、岩切常駐車は仙台車両センターに所属し交互に行き交うこともあった。JR東海キヤ97系気動車をベースに耐寒耐雪対応等のカスタマイズを行った、レール輸送用の新型車両キヤE195系気動車を導入して置き換えることとなり、2022年2月3日までに廃車された。
JR西日本所属車
吹田総合車両所京都支所の向日町レールセンターを拠点に、アーバンネットワークをはじめとするJR西日本管内におけるレール輸送に携わっている。なお、JR東日本所属車は編成両端にエプロン車が連結されているのに対し、JR西日本所属車は片方（東京寄りと下関寄りのいずれか）にしか連結されていない。2021年6月30日には台車に亀裂が見つかるなど老朽化に起因するトラブルが発生している。
JR九州所属車
JR九州内のレール輸送に使用される。